# Archives départementales des Alpes-de-Haute-Provence
Les archives départementales des Alpes-de-Haute-Provence sont un service du conseil départemental des Alpes-de-Haute-Provence, basé à Digne-les-Bains (Provence-Alpes-Côte d'Azur, France).

## Histoire

### Le bâtiment
D'abord installées dans les combles de la préfecture (ancien couvent des Ursulines), les archives départementales des Basses-Alpes (ancien nom du département) ont ensuite été abritées dans un bâtiment du quartier de Soleille-Bœuf, dans le jardin contigu au tribunal de Digne.
En 1996, elles furent installées dans le bâtiment actuel, d'une surface de 4 000 m2.

### Les directeurs
- 1840-1864 : Cyriaque-Union Isnard ;
- 1864-1921 : Zéphyrin-Marie Isnard ;
- 1921-1926 : intérim de Jeanne Isnard ;
- 1926-1943 : Georges Bailhache ;
- 1943-1947 : André Delmas ;
- 1948-1983 : Raymond Collier ;
- 1983-1992 : Jean-Bernard Lacroix ;
- 1993-1998 : Madeline Hautefeuille ;
- Jusqu'en 2010 : Jacqueline Ursch ;
- Depuis 2010 : Jean-Christophe Labadie.

## Fonds

### Ensemble des documents conservés
Les archives départementales conservent (fin 2013) des documents sur 10 km de rayonnage. Environ 1 280 000 documents sont numérisés, dont 86 000 images et 930 000 accessibles en ligne. Les archives publiques postérieures à 1940 représentent la moitié du fonds.
La bibliothèque contient 20 000 ouvrages et brochures, et est abonnée à 3 700 périodiques.

### Plus anciens documents
Le plus ancien document conservé date de 1219. C'est un acte entre Guillaume de Cornut et Lambert de Lincel. Le fonds ancien le plus important est toutefois celui des archives notariales, avec plus de 23 000 registres depuis 1303.

### Archives numérisées
Les archives ont mis en place un formulaire de recherches permettant de consulter les fiches descriptives des documents, documents iconographiques et ouvrages conservés. Enfin, un certain nombre de documents d'état civil, du cadastre napoléonien et des cartes postales ont été numérisés et sont accessibles en ligne.

## Pour approfondir